# Mikaël Silvestre
Mikaël Samy Silvestre (nascut a Chambray-lès-Tours, el 9 d'agost del 1977), és un exfutbolista professional francès que jugava de defensa central. Silvestre també va jugar per la selecció de França des del 2001 fins al 2006.

## Referències

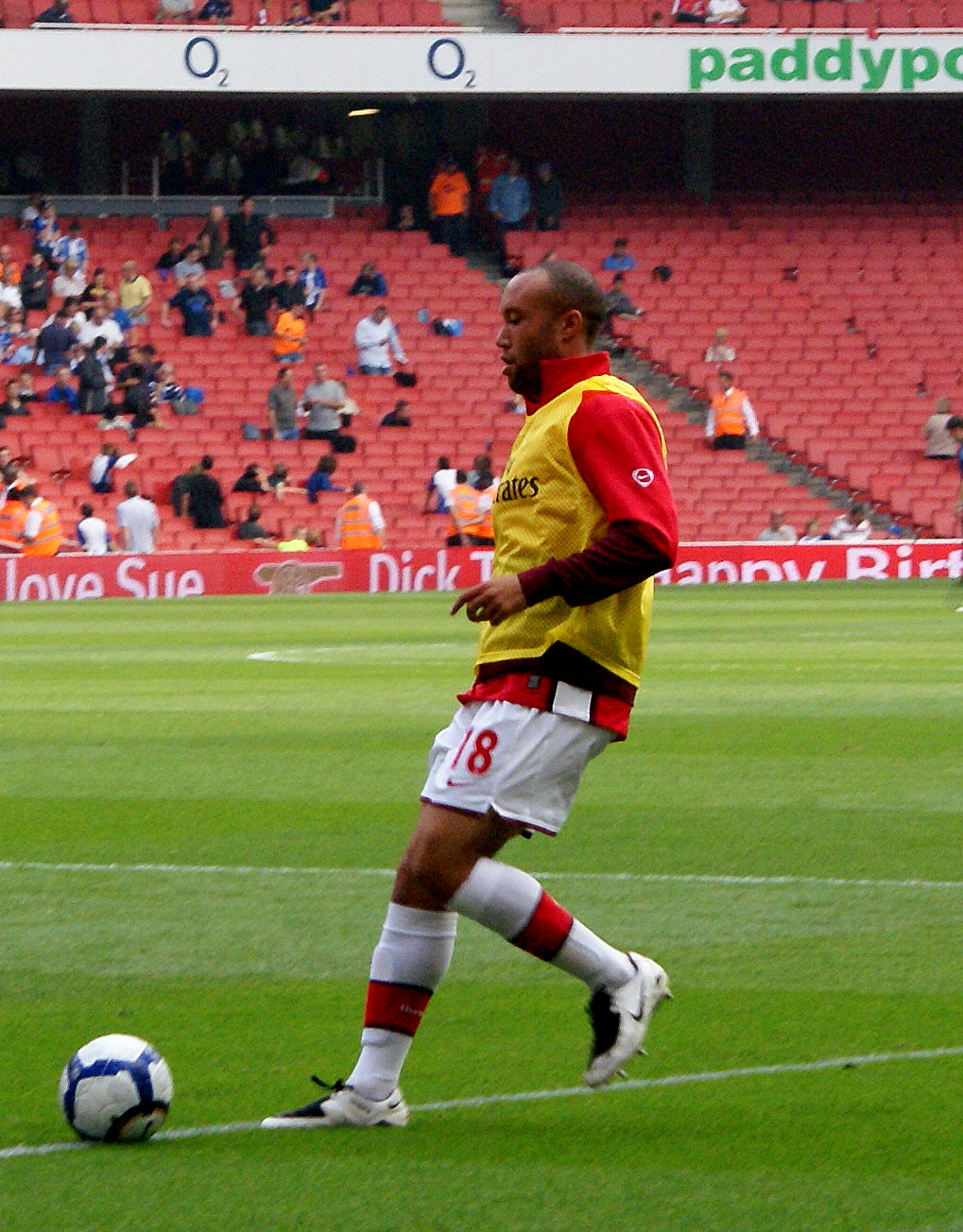
Silvestre com a jugador de l'Arsenal.